# Kaple Nejsvětější Trojice (Jaroměř)
Kaple Nejsvětější Trojice se nachází u jaroměřského chovného rybníka, vlevo od cesty vedoucí od náchodských kasáren k rybníku. Vlastníkem pozemku s kaplí je město Jaroměř.

## Architektura
Jedná se o stavbu přibližně čtvercového půdorysu. Uvnitř poutní kaple byla původně plastika Nejsvětější Trojice, ze které dnes je již jen torzo. Pod plastikou je oltář a pod ním studánka, do které je sveden pramen. Nad vchodem je umístěna deska s dvěma nápisy: Sanctissimae Trinitati ad gloriam extrui curavit Domina Catharina Seifert 20.8.1833 (K slávě Nejsvětější Trojice zbudováno péčí paní Kateřiny Seifertové 20.8.1833) a Tres sunt qui testimonium perhibent in coelo: Pater, Verbum, et Spiritus Sanctus. Joann 5.,7. (Tři jsou, kteří vydávají svědectví - Duch, voda a krev - a ti tři jsou za jedno). Objekt je v havarijním stavu. Plechová střecha je místa poškozena, statika je opravena, díra v zadní stěně je zazděná, cihlové zdivo průčelí je místy opraveno. Zřícené levé okno (při pohledu zpředu) je zakryto drátěnou mříží, pravé okno je nachrazené mříží. Omítka je poškozená. Uvnitř je zpustošená. Kaple je zčásti zarostlá v křoví.

## Historie objektu
Na místě kaple se původně nacházelo zobrazení Nejsvětější Trojice. Kaple byla postavena roku 1833 nákladem Kateřiny Seifertové, jaroměřské občanky, vdovy po kupci, jak o tom svědčí i nápis na desce nad vchodem. Kaple byla vysvěcena na slavnost Nejsvětější Trojice dne 25. 5. 1834 děkanem Janem Chmelíkem za velké účasti věřících. Poutě se zde konaly každý rok o slavnosti Nejsvětější Trojice a dále pak na žádost o svátku svatého Marka a ve středu po tzv. prosebné neděli tj. páté neděli po Velikonocích. Roku 1883 byla kaple velmi sešlá, a proto byla děkanem Janem Kulhavým uspořádána sbírka na opravu, která vynesla 412 zlatých a v říjnu téhož roku byla kaple znovu vysvěcena. Další opravy byly provedeny r. 1933 a dále r. 1957, kdy ji opravil na své náklady Antonín Sýkora, josefovský úředník. Poté již kaple chátrala. Dne 22. 5. 2005 se po téměř 50 letech konala poutní mše svatá, kterou sloužil P. ThLic. Jerzy Zięba MFS, duchovní správce farnosti Jaroměř.

## Bohoslužby
Pravidelné bohoslužby se v kapli nekonají.